# CFU Preliminary Futsal Qualification Tournament 2004
Il CFU Preliminary Futsal Qualification Tournament 2004 si è svolto a Trinidad e Tobago, presso lo University of the West Indies Hall di Saint Augustine, ha avuto validita anche come campionato caraibico. I padroni di casa di  Trinidad e Tobago si sono laureati campioni dei Caraibi, guadagnando assieme alla finalista  Haiti ed alla vincente per la gara del 3º e 4º posto  Suriname, l'accesso al tabellone principale del Campionato continentale CONCACAF.

## Gironi

### Gruppo A
| Teams             | P | V | N | P | GF | GS | Pt |
| ----------------- | - | - | - | - | -- | -- | -- |
| Trinidad e Tobago | 3 | 3 | 0 | 0 | 17 | 7  | 9  |
| Antille Olandesi  | 3 | 2 | 0 | 1 | 16 | 9  | 6  |
| Grenada           | 3 | 1 | 0 | 2 | 10 | 16 | 3  |
| Porto Rico        | 3 | 0 | 0 | 3 | 6  | 17 | 0  |

| Grenada           | 2-6 | Antille Olandesi  |
| Trinidad e Tobago | 4-2 | Porto Rico        |
| Porto Rico        | 1-6 | Grenada           |
| Antille Olandesi  | 3-4 | Trinidad e Tobago |
| Porto Rico        | 3-7 | Antille Olandesi  |
| Trinidad e Tobago | 9-2 | Grenada           |

### Gruppo B
| Teams                     | P | V | N | P | GF | GS | Pt |
| ------------------------- | - | - | - | - | -- | -- | -- |
| Guyana                    | 3 | 3 | 0 | 0 | 29 | 9  | 9  |
| Suriname                  | 3 | 2 | 0 | 1 | 27 | 8  | 6  |
| Saint Vincent e Grenadine | 3 | 1 | 0 | 2 | 4  | 18 | 3  |
| Turks e Caicos            | 3 | 0 | 0 | 3 | 3  | 28 | 0  |

| Suriname                  | 7-0  | Saint Vincent e Grenadine |
| Guyana                    | 11-2 | Turks e Caicos            |
| Turks e Caicos            | 1-15 | Suriname                  |
| Saint Vincent e Grenadine | 2-11 | Guyana                    |
| Turks e Caicos            | 0-2  | Saint Vincent e Grenadine |
| Suriname                  | 5-7  | Guyana                    |

## Finali

### Finale 3º-4º posto
| Ora   | Luogo                                    | Gara                        | Risultato |
| ----- | ---------------------------------------- | --------------------------- | --------- |
| 19:15 | University Hall St. Augustine 23.04.2004 | Suriname - Antille Olandesi | 9-4       |

### Finale
| Ora   | Luogo                                    | Gara                       | Risultato |
| ----- | ---------------------------------------- | -------------------------- | --------- |
| 20.15 | University Hall St. Augustine 23.04.2004 | Trinidad e Tobago - Guyana | 5-0       |